# برزنا (کرایوو)
برزنا (به صربی: Brezna) یک روستا در صربستان است که در کرالیفو واقع شده‌است. برزنا ۱۰۴ نفر جمعیت دارد.